# Jakobinerkonvent (Toulouse)
Der Jakobinerkonvent, also das Kloster des Dominikanerordens, in der südfranzösischen Stadt Toulouse ist ein außergewöhnlicher Baukomplex aus dem Mittelalter. Die Klosterkirche ist dem Patronat des hl. Thomas von Aquin (um 1225–1274) anvertraut, der im Jahr 1323 heiliggesprochen wurde und dessen Gebeine am 28. Januar 1369 in die Ordenskirche von Toulouse transferiert wurden, wo sie heute in einem Schrein unter der Altarplatte ruhen. Der gesamte Bautenkomplex des ehemaligen Jakobinerkonvents von Toulouse wurde bereits im Jahr 1840 in die erste Liste der Monuments historiques aufgenommen.

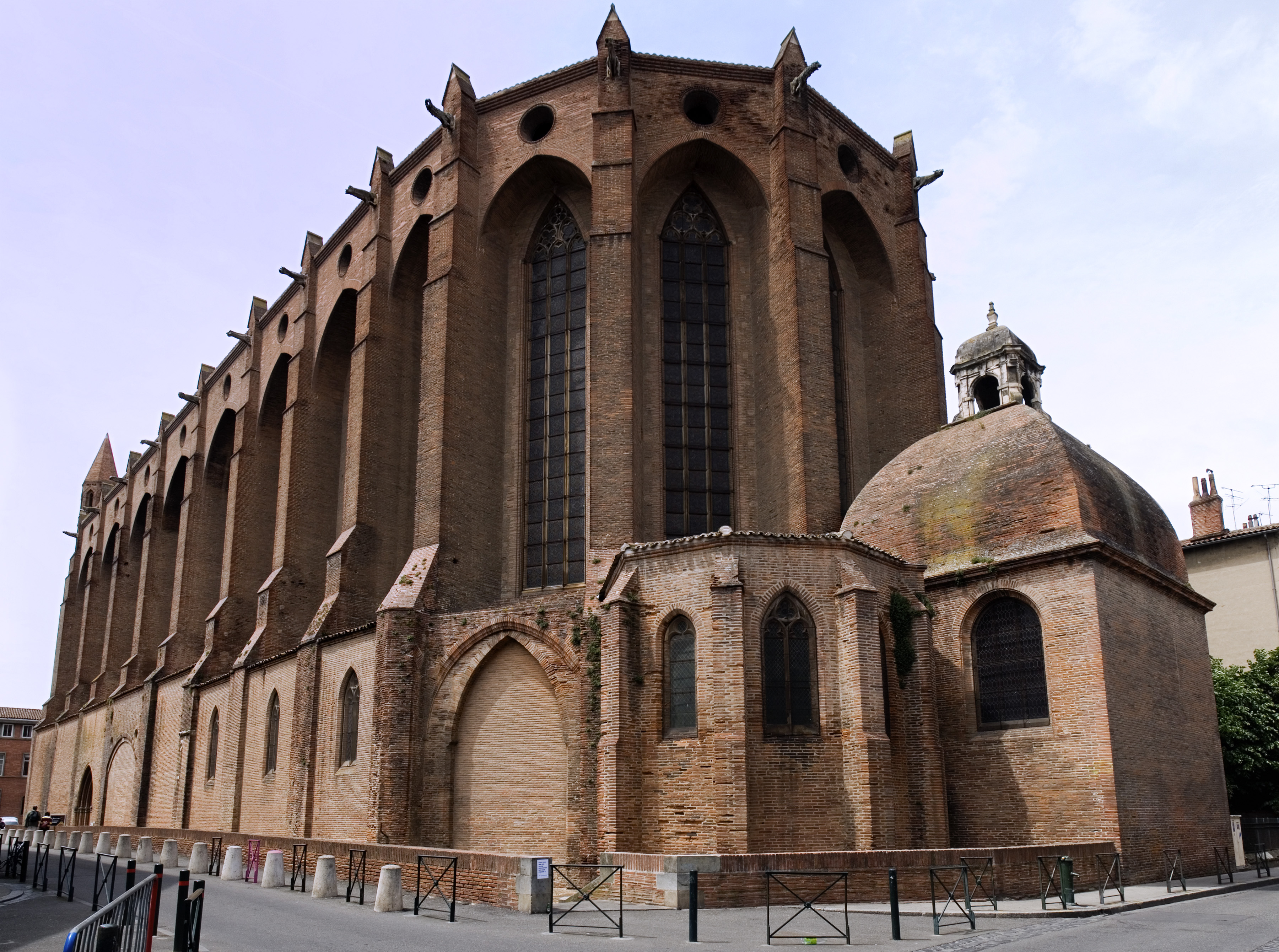
Kirche des Jakobinerkonvents

## Lage
Die Anlage befindet sich etwa 200 m nördlich der Garonne inmitten der Altstadt von Toulouse. Die ehemalige Abteikirche Saint-Sernin liegt etwa 1 km nördlich und die Kathedrale Saint-Étienne etwa 2 km südöstlich.

## Geschichte

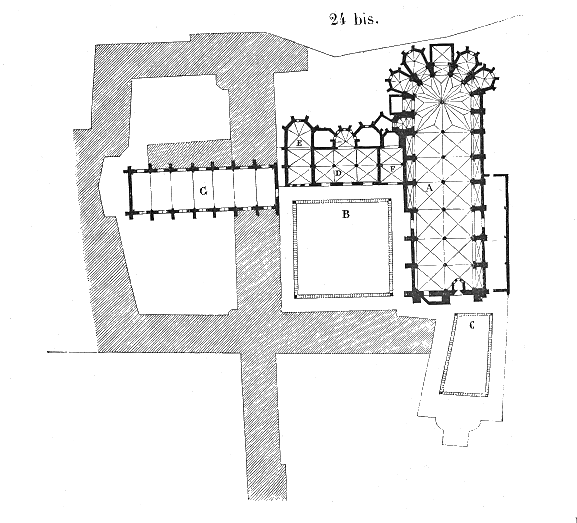
Grundriss der Konventsgebäude nach Viollet-le-Duc: A=Kirche, B=Kreuzgang, C=Refektorium, D=Kapitelsaal, E=Abtskapelle, F=Antoninuskapelle

Die Entstehung und frühe Entwicklung des Dominikanerordens in den Jahren 1206–1215 ist eng mit der Bekämpfung der Katharer im Südwesten Frankreichs verbunden. Die Stadt Toulouse und ihre Umgebung (Kloster Prouille) waren wichtige Zentren dominikanischer Aktivität. Im Jahr 1229 erwarb der Orden ein innerstädtisches Grundstück und begann im Folgejahr mit dem Bau einer Kirche. Diese wurde 1245–1252 nach Osten erweitert und mit Grabkapellen versehen. Gegen Ende des 13. Jahrhunderts erhielt der Chorbereich seine Zweischiffigkeit und in dessen Zentrum den berühmten 22 m hohen Palmettenpfeiler. Das Langhaus wurde erst im Verlauf des folgenden Jahrhunderts auf dieselbe Höhe und Breite gebracht. Am 22. Oktober 1385 erhielt die ehedem der Gottesmutter Maria geweihte Kirche das Patrozinium des hl. Thomas von Aquin.
Während der Französischen Revolution wurde der Dominikanerorden in Frankreich aufgelöst und sein Besitz verstaatlicht. Der Konvent von Toulouse wurde als Kaserne und Lagerraum genutzt; die Kirche diente als Pferdestall, die Antoninuskapelle als Veterinärstation. Die mittelalterlichen Bauten blieben dabei großteils erhalten und wurden im Jahr 1865 von der Stadt Toulouse erworben. Gründliche Instandsetzungen im 19. Jahrhundert und in den Jahren 1920 bis 1972 prägen den heutigen Zustand.

## Architektur

### Kirche

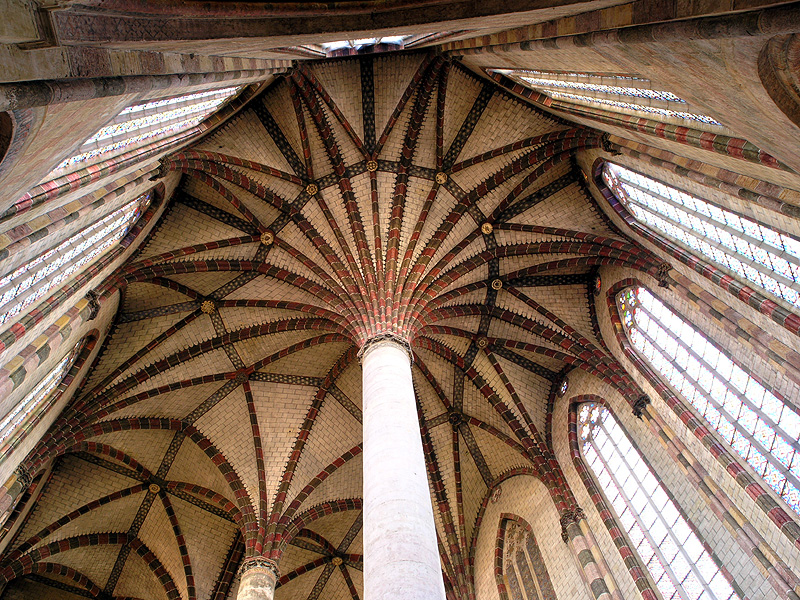
Palmettenpfeiler in der Apsis

Die Kirche ist aus Ziegelstein erbaut und durch mächtige, aber dennoch schlank wirkende Strebepfeiler gegliedert und stabilisiert. Nur die Stäbe und das Maßwerk der hohen dreibahnigen Fenster und die Basen und bildlosen Kapitelle des auf der Südseite gelegenen Archivoltenportals sind aus Sandstein gefertigt. Die Westseite ist weitgehend schmucklos und wird von einem mittigen Strebepfeiler zweigeteilt.
Die zweischiffige Kirche ist ca. 80 m lang und ca. 20 m breit. Die beiden Schiffe sind durch 22 m hohe Säulen voneinander getrennt, die im Mittelalter zu den höchsten ihrer Art gehörten. Während die zwölf Langhausjoche von einfachen Kreuzrippengewölben überspannt sind, trägt die polygonal gebrochene Apsis ein unregelmäßiges elfzackiges Sterngewölbe. Es ist zusätzlich durch den farblichen Wechsel von rot-schwarzen Rippen und hellen Zwischenfeldern hervorgehoben. In entsprechendem Farbwechsel sind auch viele andere Bauteile im Innern der Kirche (Halbsäulenvorlagen, Fensterumrandungen etc.) und im Kapitelsaal gestaltet.

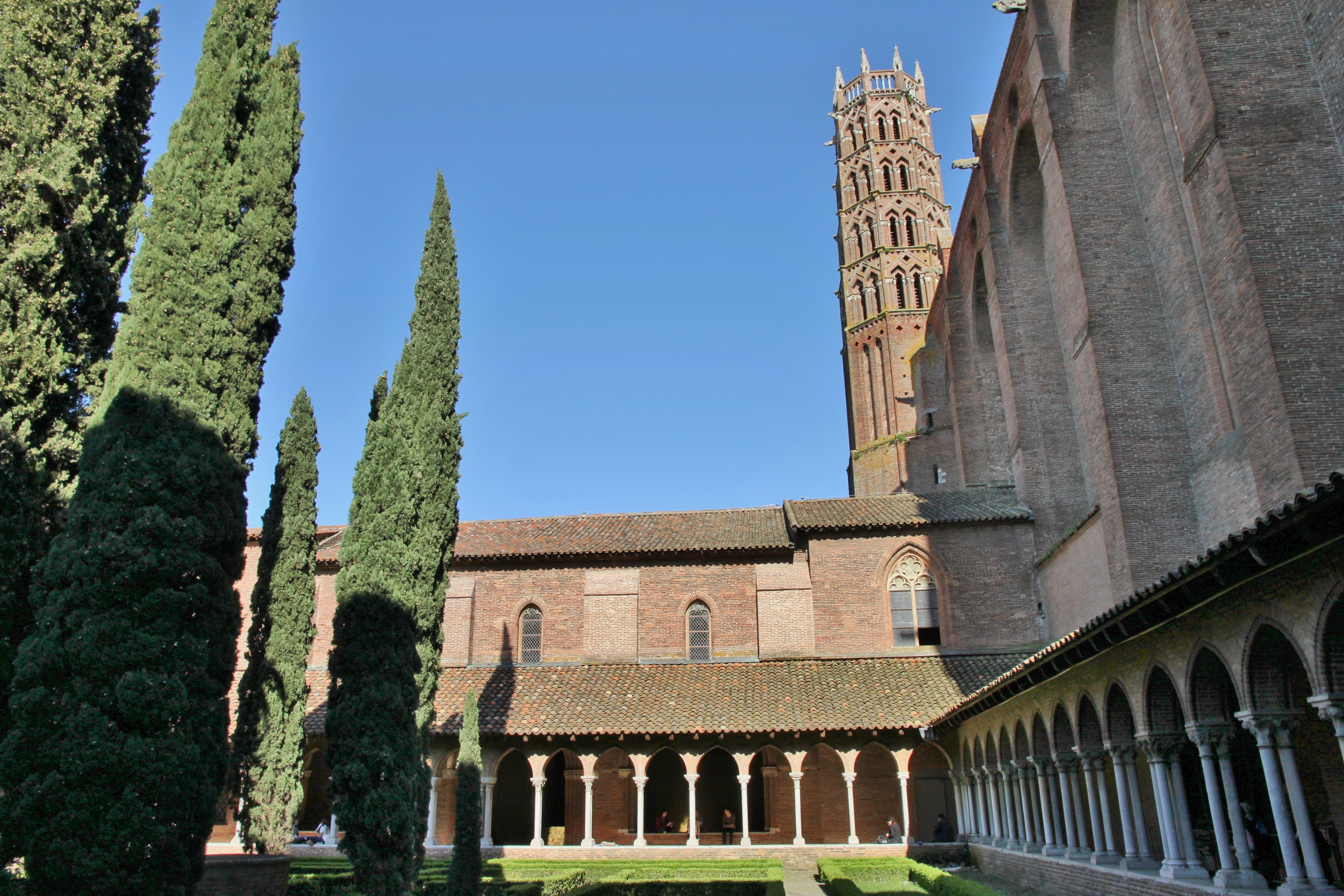
Kreuzgang und Glockenturm des Jakobinerkonvents

### Glockenturm
Der ca. 45 m hohe Glockenturm befindet sich auf der Nordseite der Kirche auf der Höhe des Übergangs vom Langhaus zur Apsis. Sein Grundriss ist achteckig und der obere Teil ist in vier Geschosse unterteilt. Jedes Geschoss ist durch acht Doppelarkaden mit Giebelbögen (arcs en mitre), die in der Ziegelsteinarchitektur von Toulouse und seiner Umgebung häufiger zu sehen sind, nach außen geöffnet. Die Zweierarkaden werden von einem weiteren Giebelbogen überfangen. Im so entstehenden Zwickel befindet sich je ein quadratischer, auf der Spitze stehender Okulus. Jedes Geschoss schließt mit einem Zahnschnittfries aus schräggestellten Steinen. Das von figürlich gestalteten Wasserspeiern umgebene Dach hatte ursprünglich einen Spitzhelm, der jedoch im Jahr 1794 zerstört wurde. Bei der Restaurierung des Turms wurde eine neue Lösung mit einer fialenbesetzte Brüstungskrone im Stil des Turms der Kathedrale von Pamiers gewählt.

### Kreuzgang

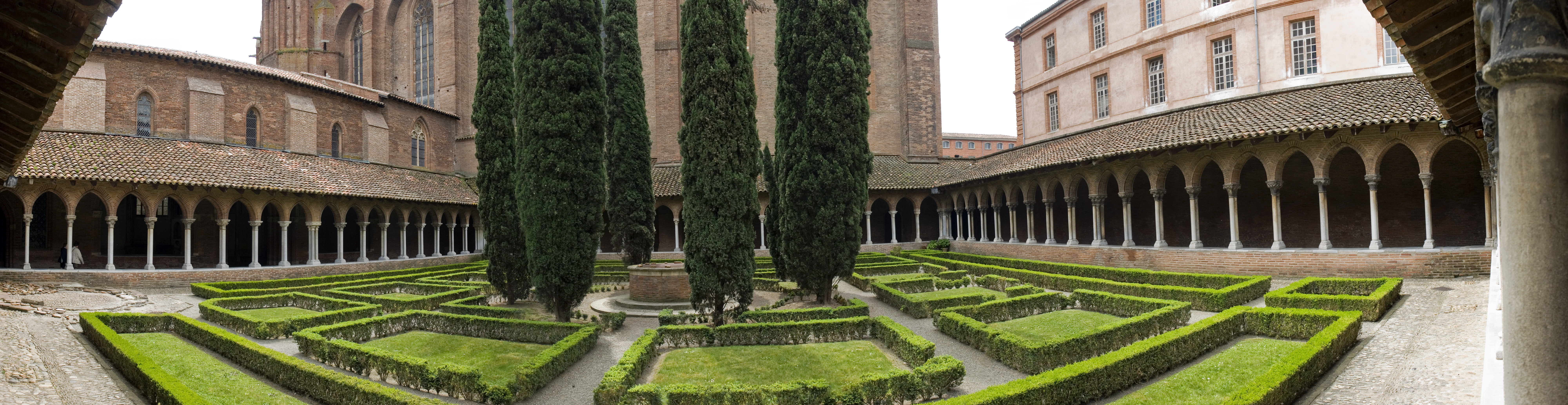
Kreuzgang

Der vierflügelige Kreuzgang des Klosters entstand von 1306 bis 1309. Seine Pultdächer ruhen auf einer Vielzahl von Doppelsäulen aus grauem Marmor. Die Kapitelle haben einen Dekor aus Pflanzenmotiven. Im Zentrum des Kreuzgangs befindet sich ein Brunnen, von einer runden Steinbrüstung eingefasst. Süd- und Ostflügel des Kreuzgangs waren im frühen 19. Jahrhundert abgebaut und ausgelagert worden und wurden 1965 bis 1970 unter Verwendung alter Teile rekonstruiert.

### Kapitelsaal
Der Kapitelsaal aus den Jahren 1299–1301 grenzt an den Ostflügel des Kreuzgangs und ist wie üblich dreischiffig. Sein Gewölbe ruht auf Wandkonsolen, unterhalb derer sich noch äußerst schlanke Halbsäulen befinden und zwei schlanken oktogonalen Mittelsäulen. Wände und Gewölbe sind verputzt und mit Fugenmalereien versehen. Beiderseits des Eingangsportals, das dem Südportal der Kirche nachgebildet ist, befinden sich weite Fensteröffnungen.

### Refektorium
Das etwa 20 m lange Refektorium befindet sich auf der der Kirche abgewandten Seite des Kreuzgangs, der ca. 17 m hohe Raum wird von einem offenen Dachstuhl überspannt. Es gehört neben dem Refektorium der Abtei des Mont-Saint-Michel und einiger weniger anderer Klöster zu den größten und höchsten des Mittelalters.

### Antoninuskapelle
Die kleine Antoninuskapelle stammt von 1335–1341 und wurde von Dominique Grima, Bischof von Pamiers, als dessen Grablege erbaut. Die Gewölbe- und Wandfresken zeigen Engel mit verschiedenen Musikinstrumenten sowie Szenen aus dem Leben des hl. Antoninus, eines halb legendären Bischofs von Pamiers aus dem 5. Jahrhundert.

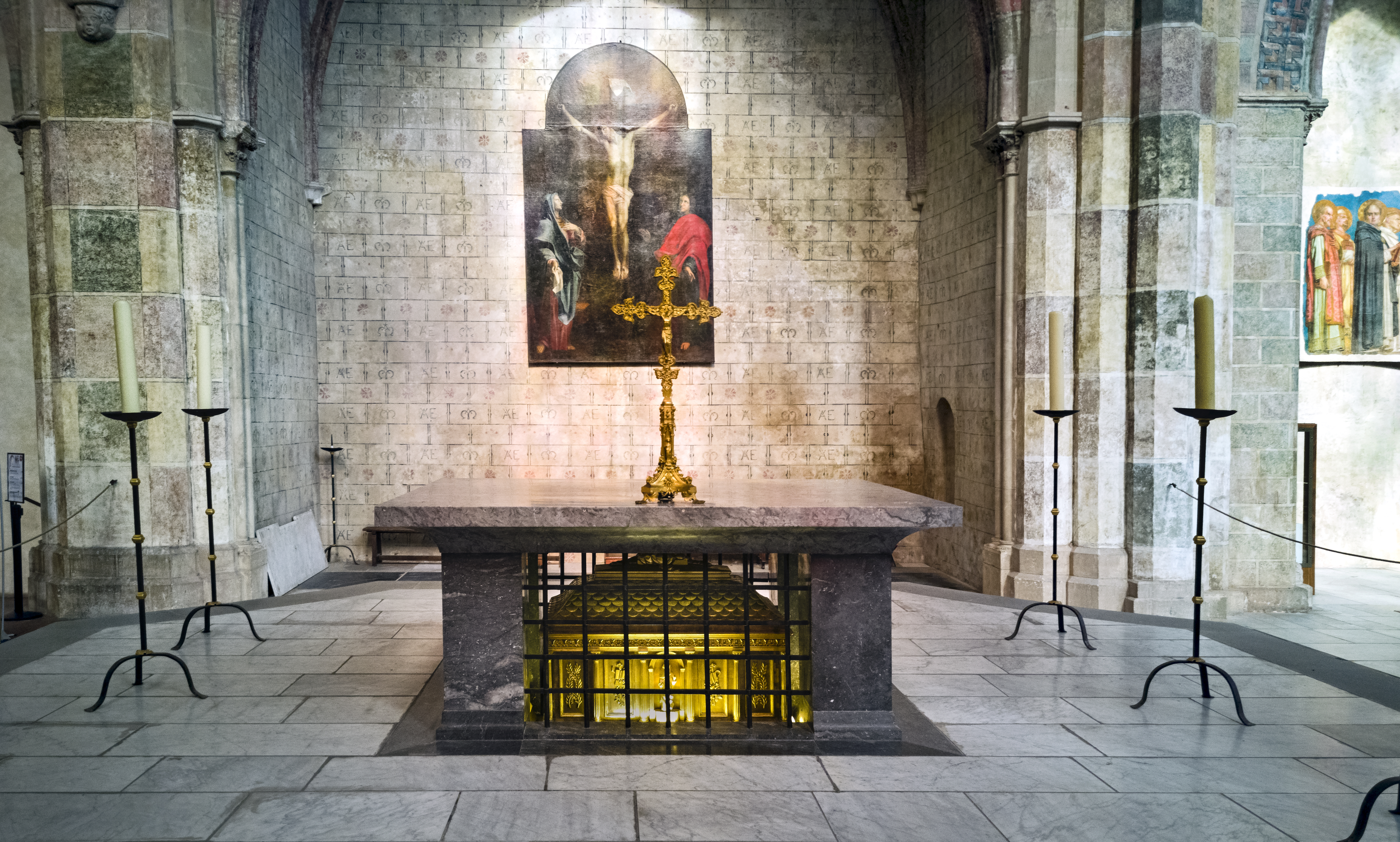
Altar und Reliquienschrein

## Mausoleum Thomas von Aquins
Ein während der Französischen Revolution zerstörtes ca. 19,50 m hohes Grabmonument für Thomas von Aquin entstand in der ersten Hälfte des 17. Jahrhunderts in Stilformen der Spätrenaissance in der Kirche. Erhaltene Zeichnungen zeigen seinen architektonischen Aufbau und Reisende des 17. und 18. Jahrhunderts äußerten sich bewundernd über die Monumentalität und künstlerische Ausgestaltung des Werks.
Nach der Säkularisation in den Jahren 1792–1974 wurden die Gebeine des Heiligen in der Abteikirche Saint-Sernin aufbewahrt. Anlässlich seines 600. Todestags 1974 wurde ein neuer Reliquienschrein gefertigt, unter der Altarplatte aufgestellt und der Heilige dorthin umgebettet.